# 肥前久保駅
肥前久保駅（ひぜんくぼえき）は、佐賀県唐津市相知町久保にある、九州旅客鉄道（JR九州）筑肥線の駅である。

## 歴史
- 1935年（昭和10年）3月1日：北九州鉄道の幡随院駅（ばんずいいんえき）として開設[2]。
- 1937年（昭和12年）10月1日：北九州鉄道国有化、鉄道省筑肥線の駅となる。同時に肥前久保駅（ひぜんくぼえき）に改称[2]。
- 1962年（昭和37年）10月1日：貨物取扱廃止[2]。
- 1971年（昭和46年）3月31日：荷物扱い廃止[3]。無人駅化[4]。
- 1987年（昭和62年）4月1日：国鉄分割民営化に伴い、JR九州の駅となる[2]。

## 駅構造
単式ホーム1面1線を有する地上駅。駅舎は無人駅化後待合室部分のみ残して解体され、暫くはその状態で残存したが、JR移行後に残りも解体された。駅舎解体後、駅にはトイレと待合所が入った「さくら館」と言う建物が建てられている。
無人駅。以前は簡易委託駅で駅前の商店（既に閉店）で切符を販売していた。なお、ホームから唐津線の線路が見える。

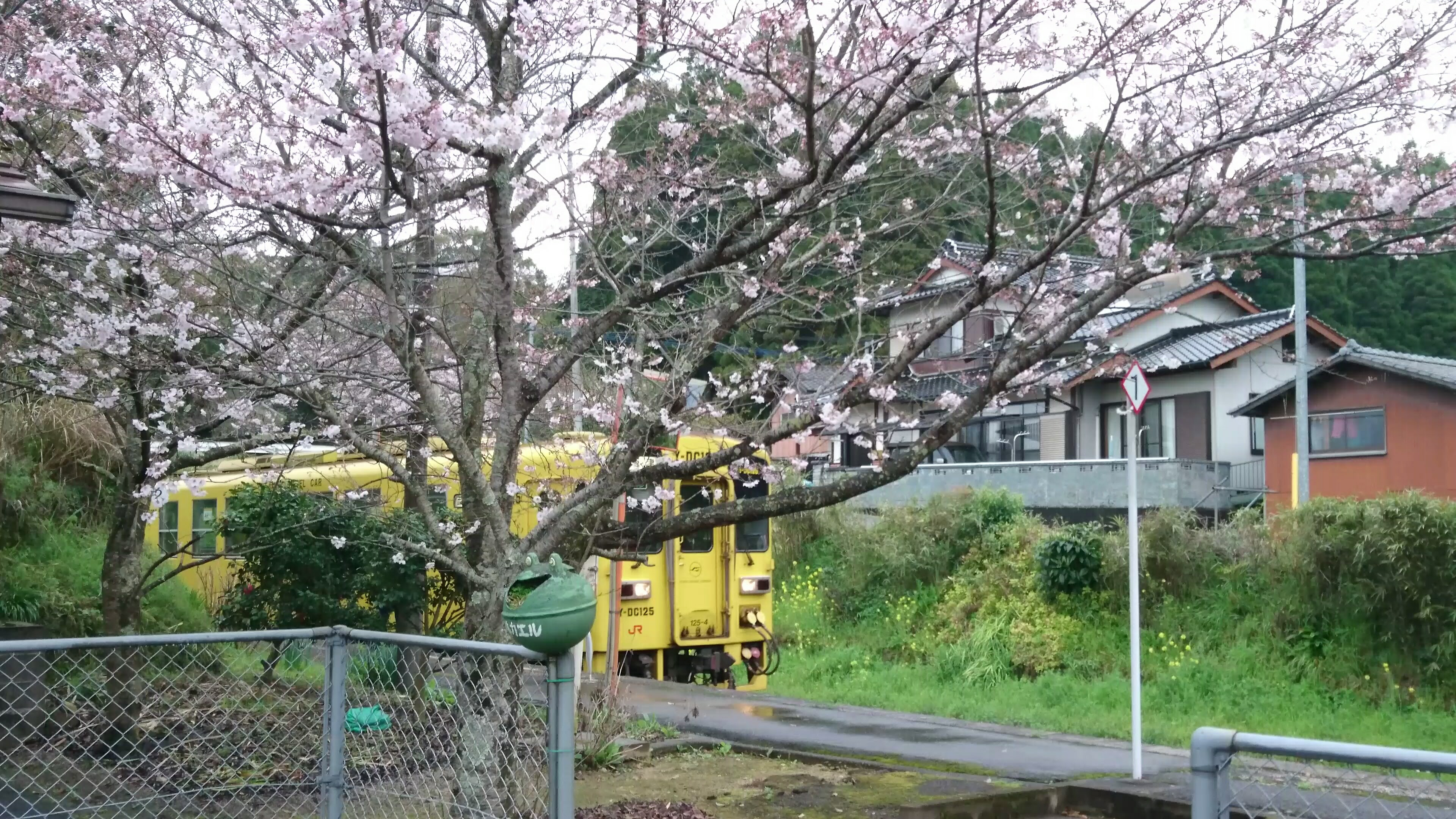
駅構内（2017年4月）
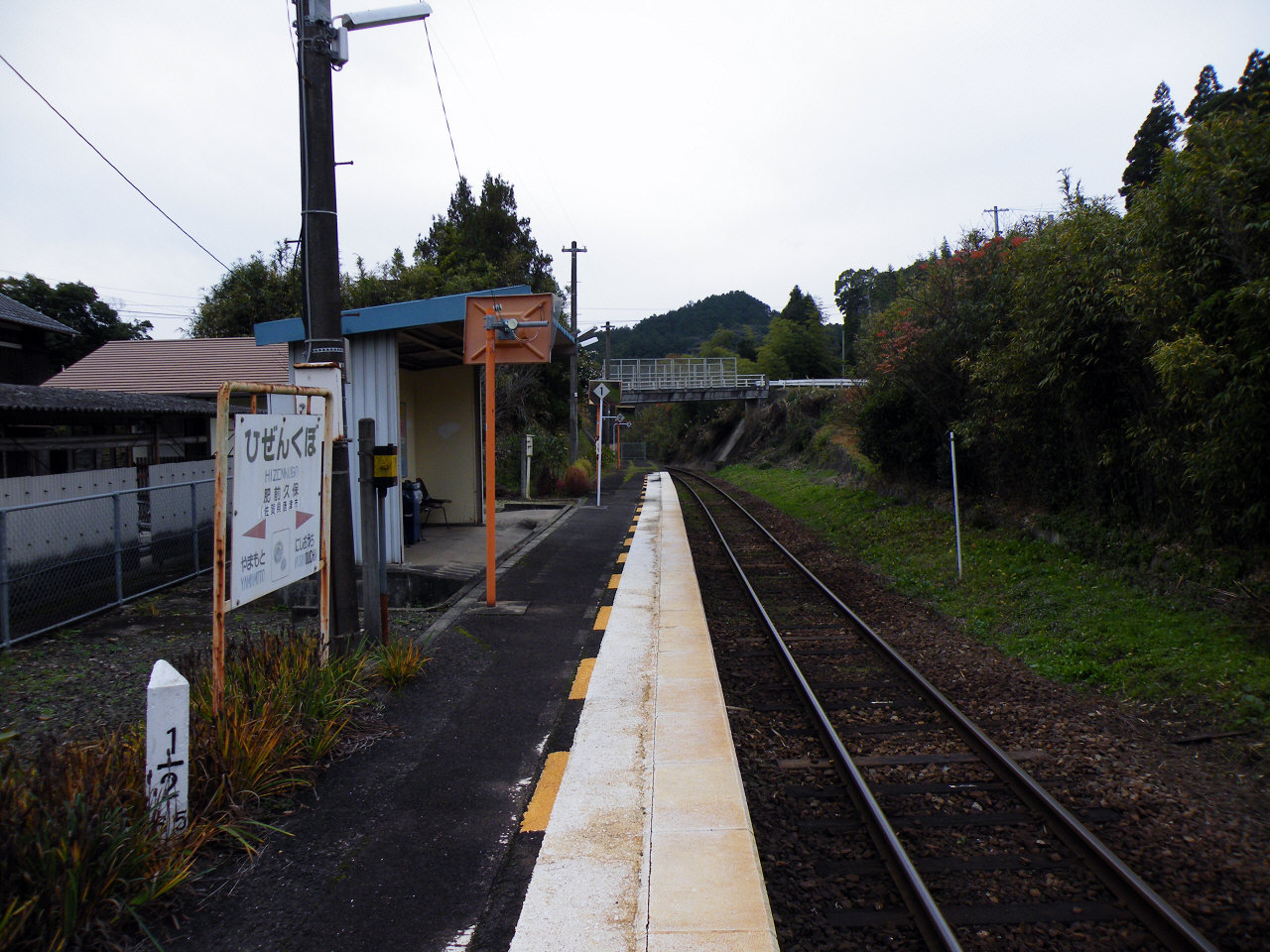
ホーム（2008年12月）

## 利用状況
2011年度の1日平均乗車人員は16人である。
| 年度   | 1日平均 乗車人員 |
| ------ | ---------------- |
| 2000年 | 19               |
| 2001年 | 16               |
| 2002年 | 17               |
| 2003年 | 15               |
| 2004年 | 13               |
| 2005年 | 12               |
| 2006年 | 9                |
| 2007年 | 13               |
| 2008年 | 12               |
| 2009年 | 13               |
| 2010年 | 15               |
| 2011年 | 16               |

## 駅周辺
江戸時代の有名な侠客幡随院長兵衛の出身地。当駅も開業時は幡随院を名乗った。住宅は少ない。
- 幡随院
- 長兵衛公園：徒歩約4分、「幡随院長兵衛誕生地」の碑あり。
- 国道203号
- 佐賀県道40号浜玉相知線
- 唐津市立伊岐佐小学校
- 唐津市立相知小学校
- 唐津市立相知中学校

## 隣の駅
九州旅客鉄道（JR九州）
■筑肥線
山本駅 - 肥前久保駅 - 西相知駅